# اریک لامز
اریک لامز (انگلیسی: Eric Lamaze؛ زادهٔ ۱۷ آوریل ۱۹۶۸) سوارکار پرش اهل کانادا بود.